# ルチアーノ・リッジョ
ルチアーノ・リッジョ（Luciano Liggio、1925年1月6日 – 1993年11月15日）は、シチリア島のコルレオーネ・マフィアのボスで「闘将軍」と呼ばれた人物。本名はレッジョ（Leggio）でリッジョは通称である。
マリオ・プーゾの小説『ゴッドファーザー』、及びフランシス・フォード・コッポラの映画「ゴッドファーザー3部作」の主人公の一人であるヴィトー・コルレオーネのモデルになったといわれる。

## プロフィール

### コルレオーネに生まれて
1925年、コルレオーネ村の貧しい農家で10番目の子として生まれる。粗暴で子供の頃からすぐにかっとなる性格だったという。
おじの一人はコルレオーネの司祭だった。
16歳のときに窃盗で告発される。この頃彼は表向き羊飼いとして働いていたが、すでに家畜泥棒も始めていた。
その後、ミケーレ・ナヴァーラの手下として勢力をつける。19歳のときにアメリカ軍が残していったステン機関銃を入手。20歳で初めて殺人を行なってから次々と殺人を重ね、30年間家畜窃盗を取り仕切っていたバルバッチャ・ファミリーのメンバーを根こそぎ殺してファミリーを破滅させ、家畜窃盗の分野で重要な存在になった。家畜窃盗を繰り返し、その肉をパレルモの市場に売り利益を上げる。この頃は優秀で冷酷なナヴァッラの殺し屋だった。20歳時には、すでに大胆かつ冷血なマフィアとしてコルレオーネの住民に恐れられていた。

### コルレオーネ一派のドンへ
その後、徐々に力をつけナヴァーラを脅かす存在になる。さらにパレルモのマフィアとの結びつきを強めていった。結果、ナヴァーラにより追放されるが、リッジョは1957年にトラック27台を保有して運送会社を設立し、盗んだ家畜の肉を売りさばくという形で反撃を行う。さらに、ダム建設において建設資材の運搬の独占と請負工事で見込まれる利益を得るため計画に賛成する。このことで水源を管理していたナヴァーラたち旧マフィアとの対立をさらに深めた。
1958年6月23日に覆面をしたナヴァーラの部下に襲われるがかすり傷ですむ。この事件のあと復讐を決意し、1958年8月2日にナヴァーラを蜂の巣にして殺害する。その後、ナヴァーラの部下たちを一掃した。1958年だけでナヴァーラ派とリッジョ派合わせて42人の死者が出たという。そして、コルレオーネの支配権を手にする。

### 農村マフィアから都市型への進出
次いでパレルモに進出すると、闇賭博、建築投機、煙草・麻薬の密売で利益を上げる。そこでサルヴァトーレ・グレコのファミリーと手を組み、煙草と麻薬密売を強化する。
1963年に警察が本格的にマフィア弾圧に乗り出すと、リッジョは地下に隠れ、裏から組織を動かすことになる。1964年5月14日に逮捕され、65年、67年、69年に裁判にかけられたが、いずれも証拠不十分で無罪となった。とくに69年の裁判ではマフィアが陪審員に脅迫状を送ったためにリッジョを含む63人の被告者全員が無罪放免とされ、イタリア国民は失望した。
その後、姿をくらます。肝臓病を治すためにイタリア中の大病院を転々としていた。その頃は高価なスーツを着て穏やかな物腰の裕福な紳士だったという。粗暴な家畜窃盗犯である「コルレオーネの火種」の面影はなかったといわれる。
またナポリのカモッラのボスの一人ロレンツォ・ヌヴォレッタ（シチリアのパレルモ出身）とは盟友関係にあり、彼と麻薬取引などビジネスを進めたりもした。逃亡生活中、一時期彼にかくまってもらっていた事もある。

### 逮捕
その後、北イタリアでアントニオ・フェッルージャという偽名を使い組織犯罪を指揮し、その間に反マフィアのスカリオーネ検察官殺害や富豪の誘拐事件など犯罪を続けていたが1974年5月14日に逮捕される。当時彼はルチーア・パランツァーニという女性と同棲しており、パオロという子供までいた。リッジョの逃亡生活は終わり、ナヴァッラに対する殺人罪で終身刑を受け74年から刑務所に入る。そこで彼の大ボスとしてのマフィア人生は終わったと思われていたが、サルヴァトーレ・リイナ、ベルナルド・プロヴェンツァーノという忠実な部下を使い獄中からも組織を動かしていた。その後、リッジョは刑務所を移動する時に脱走計画を立てていたが、部下のリイナが計画を妨害したという。転向者のガスパレ・ムートロが言っている。リイナがボスになりたいためにリッジョを裏切ったという。さらにリッジョがミラノのマンションで逮捕されたのはリイナの密告があったのかもしれないと、ブシェッタはほのめかしている。
トンマーゾ・ブシェッタの告白とその後のマフィア関係者の証言が一致することから、投獄後も大ボスであったことは間違いないという。しかし、リッジョ自身はマフィア大裁判の時このことを否定した。普段は葉巻を吸わなかったが、裁判の時は葉巻をくわえてダイヤの指輪をはめ映画に出てくるようなマフィアのボスを演じきってきた。
長い獄中生活の間リッジョは絵、詩、小説などを書き、個展まで開き、絵の評価は高かった。
1993年11月16日、刑務所内で死亡した。死因は心臓発作だった。遺体は彼の故郷コルレオーネ村に埋葬された。コルレオーネ村の役人が葬儀を禁じたため葬儀は行われなかった。リッジョは一族の墓に入り直ぐ近くにはナヴァーラの墓もあるという。